# 日本伝道隊
日本伝道隊（にほんでんどうたい、Japan Evangelistic Band、略称・JEB）は、イギリスに本部を置くプロテスタントの宣教団体。イギリス、アメリカ、日本で日本人に対する宣教活動が行われている。イギリスでは1999年より名称をジャパン・クリスチャン・リンク（Japan Christian Link, JCL）に変更しているが、日本では日本伝道隊の名前が引き続いて使用され、日本のプロテスタントの教派の1つとなっており5つの教会が属している。

## 歴史
- 1903年 バークレー・バックストンが第1回帰国期間中のケズィック・コンベンションの日本宣教に関心のある者が集まっている小グループにてパゼット・ウィルクスと共に、超教派の日本宣教団体として「日本伝道隊」が結成する。(結成時はOne by One Band of Japanと呼ばれた) バックストンが総理になる。
- 1904年 日本にて活動を始める。日本人では竹田俊造、御牧碩太郎、三谷種吉が評議員になる。
- 1907年 日本伝道隊聖書学校(現:関西聖書神学校の前身)を設立
- 1924年 兵庫県神戸市に日本伝道隊本部が移転。
- 1920年 - 1935年のJEB前進運動による近畿地方を中心に宣教が拡大し多くの100以上の教会が誕生。日本伝道隊は当時、独自の教団として教会を組織する方針を持たなかったため、それらの教会から日本イエス・キリスト教団が形成された。
- 1947年- 第二次世界大戦中、日本伝道隊宣教師による宣教は中断されていたが、1947年に東京で学生センターを開設
- 1950年以降 - 和歌山、四国、兵庫北部、京都にて宣教を展開。

## 特色
- 日本伝道隊の目的は福音が伝わっていない地域への福音伝道・信徒の聖潔への指導であり、実現への手段として、野外集会、天幕伝道、修養会・聖会の開催、超教派の伝道会への応援を行った。

## 主な隊員
- 竹田俊造
- 御牧碩太郎
- 三谷種吉
- 舟喜麟一
- マーガリット・エミー・バーネット
- 大江邦治
- 柘植不知人
- ヒュー・ブラウン - 日本伝道隊西播磨キリスト教会牧師、「なぜ、人を殺してはいけないのですか」著者